# Prosype filiformis
Prosype filiformis är en skalbaggsart som först beskrevs av Jean Baptiste Lucien Buquet 1859.  Prosype filiformis ingår i släktet Prosype och familjen långhorningar.
Artens utbredningsområde är Senegal. Inga underarter finns listade i Catalogue of Life.